# Дубенка (приток Вытебети)
Дубенка — река в России, протекает по Калужской и Орловской областям. Правый приток Вытебети.

## География
Река Дубенка берёт начало у деревни Городок Болховского района Орловской области. Далее пересекает границу Калужской области, течёт через леса по территории Ульяновского района. Устье реки находится у села Дубенка в 51 км от устья Вытебети. Длина реки составляет 16 км, площадь водосборного бассейна — 48,1 км².

## Данные водного реестра
По данным государственного водного реестра России относится к Окскому бассейновому округу, водохозяйственный участок реки — Ока от города Белёв до города Калуга, без рек Упа и Угра, речной подбассейн реки — бассейны притоков Оки до впадения Мокши. Речной бассейн реки — Ока.
Код объекта в государственном водном реестре — 09010100512110000020087.